# Système domestique

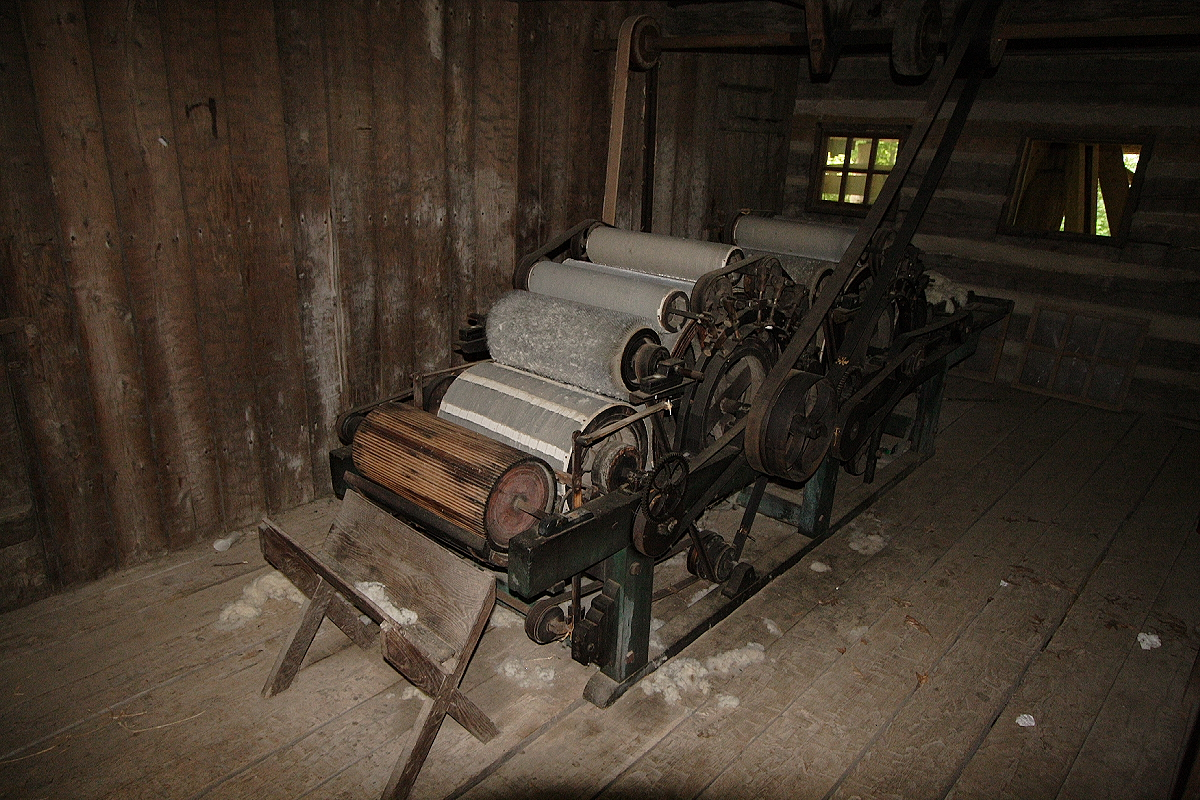
Une cardeuse propulsée par un bœuf, construite en 1804 (Illinois).

Le domestic system (traduit par système domestique par Paul Mantoux) était une organisation économique mise en place à partir du XVIe siècle en Europe jusqu'à la première révolution industrielle. Ce mode de production consistait en une relation commerciale entre les agriculteurs et les négociants qui leur fournissaient un travail ouvrier. Ils leur passaient des commandes, que les paysans réalisaient le plus souvent à domicile, le négociant récupérant plus tard le produit fini.
Du point de vue du négociant, on appelle cette technique une stratégie d'externalisation. De nombreux historiens, dont Paul Mantoux, considèrent ce système comme étant une des premières étapes du développement du capitalisme industriel.
Dans le putting-out system, variante plus tardive et moins répandue du domestic system, les paysans-ouvriers recevaient la matière première du négociant ainsi que des machines rudimentaires pour réaliser la production. Ce mode de production ayant constitué la transition entre la production à domicile et celle à l'usine, par la constitution des premières unités de production rassemblant main d’œuvre, machines et matières première en un même lieu.